# 科爾貝格戰役 (1807年)
科尔贝格围城战（德語：Belagerung Kolbergs）发生于1807年拿破崙戰爭中的第四次反法同盟期間。法兰西第一帝国和法國衛星國的部隊在征服普魯士王國絕大部分的領土後，開始围攻科尔贝格城，該地為这波美拉尼亚省僅存由普鲁士人控制的堡垒。圍攻最終因反法同盟在弗里德蘭戰役中潰敗後簽訂條約，以無結果告終。
普鲁士王國在1806年10月的耶拿-奥尔施泰特战役中失利后，全國軍隊陷入潰敗狀態，法军快速向北进军波美拉尼亚，該省最坚固的斯德丁要塞在無抵抗的情況下投降，並使该省被法军近乎占领，僅剩科尔贝格仍繼續抵抗。
由图利埃指挥的部队主要由意大利王国军组成，于3月中旬开始抵达科尔贝格。法军围城总指挥为路易·亨利·卢瓦宗将军；普军要塞驻军指挥则由格奈森瑙担任。4月初，法军部队指挥权曾短暂交给莫蒂埃元帅，他在施特拉爾松德之圍期间曾率领部队前往科尔贝格，但在施特拉爾松德出现变故后奉命返回。
由于守军放水淹没了科尔贝格的西部，交战集中在要塞的东部前场。英国和瑞典战舰从邻近的波罗的海协助防御。6月下旬，拿破仑下令增加围城部队以贡献该要塞。攻城部队随后集中攻占了北方的港口。7月2日，当俄罗斯帝国在弗里德兰战役中战败后，该地的军事行动结束。在二十多座普鲁士要塞中，科尔贝格是少数在战争前仍未被法军占领的要塞之一。这场战斗后来被普鲁士王国神化，并成为纳粹宣传机器的一环。在第二次世界大战前，这座城市因纪念德意志民族对法国入侵军的抵抗而闻名，而在1945年成为波兰人民共和国的一部分后，它开始成为波兰军队的象征。